# 20 Regeln für Sylvie
20 Regeln für Sylvie ist eine Schweizer Komödie aus dem Jahr 2014. Sie ist das Spielfilmdebüt des Schweizers Filmemachers Giacun Caduff.

## Handlung
Die zwanzigjährige Sylvie lebt mit ihrem alleinerziehenden Vater Adalbert und Hund Alfonse im kleinen Dorf Ormont-Dessus im Kanton Waadt. Da sie ein Studium in Basel beginnt, zieht sie von zuhause aus. Um Sylvie zu schützen, schreibt ihr überfürsorglicher Vater eine Liste mit 20 Regeln, an die Sylvie sich zu halten hat:
1. Keine Drogen.
2. Kein Alkohol.
3. Kein Sex.
4. Keine Partys.
5. Verbot zu rauchen.
6. Keine aufreizende Kleidung.
7. Verbot, Jungen zu küssen.
8. Keine Konzerte.
9. Keine Telefonate nach Mitternacht.
10. Keine Glücksspiele.
11. Keine Tangas.
12. Keine Lügen.
13. Keine Pornografie.
14. Keine Lippenstifte.
15. Nicht stehlen.
16. Keine Piercings oder Tätowierungen.
17. Keine Sex-Shops besuchen.
18. Keine Motorradtouren.
19. Keine Schlammschlachten.
20. Keine Reitpeitschen oder Ketten.

Als Adalbert Sylvie nach Basel fährt, sieht er lauter Verführungen des Grossstadtlebens, denen sie ausgesetzt ist und sorgt sich. Er macht eine kurze Pause bei einem Quartierladen und lernt Saban kennen, der Adalberts Sorgen bestens verstehen kann. Saban überzeugt Adalbert davon, dass er Sylvie heimlich überwachen muss, hilft ihm, eine Wohnung zu finden, und bietet ihm einen Job in seinem Quartierladen an. Während Adalberts Versuchen, Sylvie zu überwachen, lernt er die Studenten Ajax, Marcel und Cyrill kennen. Die drei jungen Männer machen es sich zur Aufgabe, dass Adalbert jede seiner eigenen Regeln bricht.
Sylvie geht derweil ihren eigenen Weg und stellt im Gespräch mit ihrer neuen Freundin Hunter Valentine fest, dass sie lesbisch ist.

## Veröffentlichung
Der Film kam am 18. September 2014 in die Schweizer Kinos und wurde 2016 bei SRF zwei ausgestrahlt. Der Film wurde auf DVD und On-Demand veröffentlicht.

## Rezeption
Der Film wurde mit dem US-amerikanischen Spielfilm Hangover verglichen.